# 帶襯墊的信封

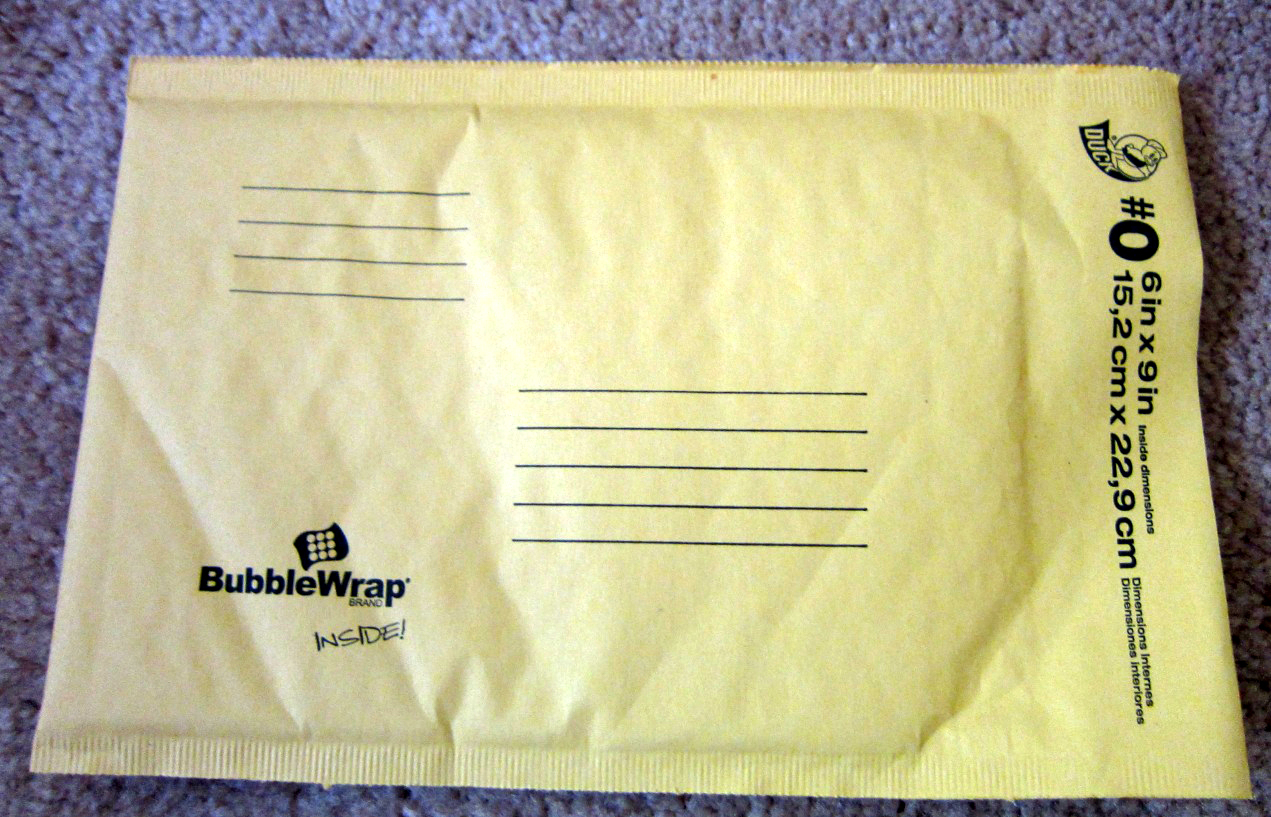
帶襯墊的信封

襯墊信封，也稱氣泡信封袋、防震氣泡袋、牛皮紙氣泡信封袋，是一種  是一種常見的郵寄裝有保護性襯墊的信封，用於在運輸過程中保護物品。填充物通常是厚紙、氣泡膜或泡沫。

## 用途
郵寄信封和小包裹在運輸過程中可能會經過多次處理。 郵寄信封中的物品通常需要保護，以免受到衝擊和振動損壞。郵寄信封中可以加入緩衝墊或襯墊，以幫助保護郵件內容。
常見於網購包裝、物流配送、文件郵寄。

## 樣式
有多種樣式可供選擇。

### 材質
- 外表封套可由厚紙、紙板、瓦楞紙板或塑膠薄膜製成。
- 填充材料可以是再生新聞紙、泡棉、氣泡膜或其他緩衝材料。
- 信封都有一個封口，封口上有壓敏黏合劑、膠黏劑（水激活黏合劑）或膠帶，以便輕鬆安全方便快速封包，一旦拆封，膠帶會留下明顯的破壞痕跡，能防止偽造或替換。
- 氣泡墊能吸收衝擊力減少震動，表面塗有防水層，防止物品在運輸過程中受到損壞或因潮濕而受損，保護易碎物品免受震動的影響。
- 信封袋有多種尺寸和款式可選擇，能滿足不同物品的包裝需求。